# Осек (Влоцлавський повіт)
Осек (пол. Osiek) — село в Польщі, у гміні Фабянки Влоцлавського повіту Куявсько-Поморського воєводства.
Населення — 112 осіб (2011).
У 1975-1998 роках село належало до Влоцлавського воєводства.

## Демографія
Демографічна структура станом на 31 березня 2011 року:
|          | Загалом | Допрацездатний вік | Працездатний вік | Постпрацездатний вік |
| -------- | ------- | ------------------ | ---------------- | -------------------- |
| Чоловіки | 54      | 12                 | 37               | 5                    |
| Жінки    | 58      | 10                 | 36               | 12                   |
| Разом    | 112     | 22                 | 73               | 17                   |